# لاميناريا صفراء
لاميناريا صفراء (الاسم العلمي: Laminaria ochroleuca) هو نوع من الطلائعيات يتبع جنس اللاميناريا من فصيلة اللامينارية.